# Hieracium aphyllopodioides
Hieracium aphyllopodioides es una especie de planta con flor del género Hieracium, de la familia Asteraceae, orden Asterales.

## Distribución
Hieracium aphyllopodioides se distribuye por Escocia.

## Taxonomía
Fue descrita científicamente por F. N. Williams. Fue publicada en Prodr. Fl. Brit. 1: 160 (1902).